# Tião Marino
Sebastião Marino Neto, mais conhecido como Tião Marino (Ribeirão Preto, 26 de maio de 1951) é um ex-futebolista brasileiro que atuava como atacante.
É o maior ídolo da torcida do São José Esporte Clube, do qual é o maior artilheiro da história com 82 gols.

## Carreira
Iniciou a carreira no infantil do Flamengo, e em 1969, quando era infanto-juvenil, foi levado ao Fluminense de Feira de Santana, onde foi profissionalizado.
Meses depois, se transferiu para a Santarritense, da Segunda Divisão Paulista.
Com 21 anos de idade foi contratado pelo Corinthians. Sua estreia aconteceu dia 13 de fevereiro de 1972, quando o Timão derrotou a Caldense por 2 a 1 num jogo amistoso realizado na cidade de Poços de Caldas.
Foi para o Figueirense, onde foi Campeão Catarinense em 1972, sendo o artilheiro do time com 10 gols.
Retornou ao Corinthians para disputar o Torneio do Povo. Ficou no clube até o dia 27 de fevereiro de 1973, quando o alvinegro empatou com o Bahia em 0 a 0 pelo Torneio. Com a camisa corintiana, fez ao todo apenas 12 partidas (seis vitórias, quatro empates, duas derrotas) entre os anos de 1972 e 1973 e dois gols.
Retornou ao Figueirense e foi o autor do gol do acesso ao Campeonato Nacional de 1973 (atual Série A do Campeonato Brasileiro), contra o Avai. Atuou no Figueira nas temporadas de 1972, 73 e 74, onde disputou 68 jogos (31 vitórias, 19 empates e 18 derrotas) e marcou 15 gols.
Após passagens pelo Comercial FC e Palmeiras FC, chegou à Inter de Limeira. Atuando na Intermediária do Campeonato Paulista, em 1977, foi o artilheiro com 19 gols. Conquistou o acesso pela clube em 1978 e  foi vice-artilheiro com 21 gols. Pelo clube, fez 78 jogos e marcou 31 gols, entre 1977 e 1978.
Em 1979, foi comprado pelo São José por 700 mil cruzeiros. Na Intermediária de 1979, foi escolhido o centroavante da Seleção do Campeonato. No ano seguinte, no jogo de estreia contra o Jabaquara, marcou quatro gols da goleada por 7 a 1. Foi campeão da Segunda Divisão daquele ano, ajudando a conquistar o primeiro acesso da Águia do Vale para o Paulistão. Foi marcante sua participação nos jogos decisivos contra o GE Catanduvense, no Pacaembu, do qual quase ficou de fora por causa de uma lesão, mas entrou em campo, marcou dois gols na goleada por 4 a 0 e foi substituído no intervalo pelo técnico Henrique Passos. Foi o artilheiro do campeonato com 18 gols. Na primeira participação do São José no Campeonato Paulista da 1ª Divisão, terminou em 7º lugar e Tião Marino foi o artilheiro da equipe com 15 gols.
Ficou no clube de 1979 a 1982, atuando em 224 partidas e formando num ataque inesquecível: Edinho, Tião Marino e Nenê.
Em 1987, foi contratado pelo Taquaritinga para disputar a segunda divisão do Campeonato Paulista.
Depois de parar de jogar, passou a trabalhar em sua cidade numa empresa de equipamentos hospitalares.
Como homenagem, a torcida Mancha Azul do São José mandou confeccionar um “bandeirão” com o seu rosto, com a inscrição: "Tião Eterno", eternizando sua presença no Estádio Martins Pereira.

## Títulos
Corinthians
- Torneio Laudo Natel: 1973

Figueirense
- Campeonato Catarinense: 1972

Inter de Limeira
- Campeonato Paulista - Divisão Intermediária: 1978

São José
- Campeonato Paulista - Divisão Intermediária: 1980

### Individuais
- Artilheiro do Campeonato Paulista de 1977 - Divisão Intermediária: 19 gols

- Artilheiro do Campeonato Paulista de 1979 - Divisão Intermediária: 20 gols

- Artilheiro do Campeonato Paulista de 1980 - Divisão Intermediária: 18 gols